# Банда Джона Кинни
Банда Джона Кинни (англ. John Kinney Gang), также известная как «Окружной отряд Рио-Гранде» (Rio Grande Posse) — преступная группировка, действовавшая на Диком Западе в период с середины 1870-х по середину 1880-х годов. В основном, банда совершала грабежи и занималась угоном скота на Территории Нью-Мексико, Территории Аризона, в Техасе и Мексике.

## История

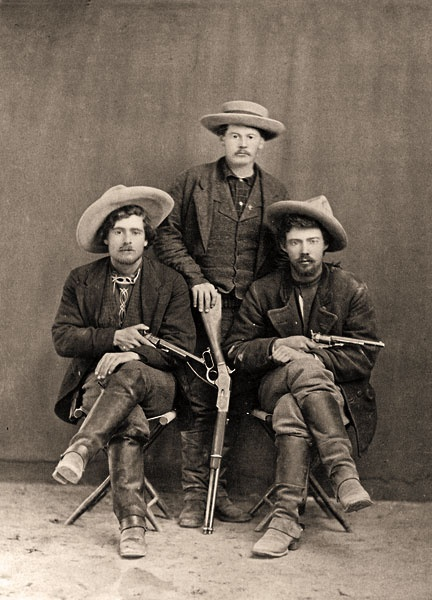
Джон Кинни (в центре) и два члена его банды, около 1880

Банда была организована отставным сержантом армии США Джоном Кинни в округе Донья-Ана, Территория Нью-Мексико, после 1873 года. Одним из первых участников был Джесси Эванс, впоследствии сформировавший собственную банду, также действовавшую на Территории Нью-Мексико.
31 декабря 1875 года Джон Кинни, Джесси Эванс, Джим Макдэниелс и Пони Дил подрались с солдатами кавалерии США из форта Селден в салуне в Лас-Крусесе, Территория Нью-Мексико. Первоначально потерпев поражение в драке, бандиты были выброшены на улицу, но вскоре вернулись к салуну и расстреляли его через стены, убив двух солдат и одного гражданского. Ещё два солдата и один местный житель были ранены.
В 1877 году банда Джона Кинни в качестве наёмных боевиков была привлечена к Соляной войне в Сан-Элизарио. Бандиты оказали поддержку техасским рейнджерам в боевых действиях против местного населения.
В конце 1877 года вместе с бандой Джесси Эванса банда Джона Кинни была завербована фракцией Лоренса Мёрфи и Джеймса Долана для нападений на скот их конкурента — английского предпринимателя Джона Генри Танстелла. 18 февраля 1878 года Джон Танстелл был убит людьми Эванса, и это преступление развязало серию вооружённых конфликтов, которая вошла в историю как Война в округе Линкольн (1878—1879). В середине июня 1878 года окружной прокурор У. Л. Райнерсон, личный друг Джеймса Долана, назначил Джона Кинни заместителем шерифа Джорджа Пеппина, таким образом, банда Кинни получила статус окружного отряда и право носить значки правоохранителей. Банда Кинни принимала участие в нескольких боевых столкновениях, произошедших в ходе войны, включая и Пятидневную битву. После окончания конфликта большинство членов банды вернулись в округ Донья-Ана и занялись прежней деятельностью (грабежами и угоном скота), однако часть из них осталась в округе Линкольн, присоединившись к банде Эванса. Ещё часть присоединилась к другой банде под названием «Скауты Селмена» (главарём которой был Джон Селмен), недавно прибывшей из Техаса с целью воспользоваться состоянием анархии, царившей в Линкольне. Однако Джесси Эванс зимой 1879 года был заключён в тюрьму, что привело к распаду его банды, а «Скауты Селмена» после непродолжительного периода террора в округе были перебиты почти полностью, те, кто уцелел, бежали назад в Техас.
Банда Кинни процветала до тех пор, пока Джон Кинни не был арестован в апреле 1883 года за кражу скота. Он был приговорён к уплате штрафа в пятьсот долларов США и пяти годам заключения в тюрьме штата Канзас в Левенуэрте, из которых отбыл около трёх. Кинни вышел из тюрьмы 19 февраля 1886 года, но к тому времени его банда уже прекратила своё существование: все её члены были либо мертвы, либо находились в тюрьме, либо исчезли, скрывшись от правосудия.

## Известные члены
На пике преступной деятельности в банду входило до 30 человек.
- Джон Кинни (главарь, скончался от естественных причин в Прескотте, штат Аризона, 25 августа 1919 года);
- Джесси Эванс (пропал после 1882 года);
- Джим Макдэниелс;
- Чарльз «Пони Дил» Рэй (пропал после 1887 года, есть сведения, что он погиб в перестрелке);
- Джим Уоллес (исчез в Аризоне);
- Р. Л. Брайан (после Войны в округе Линкольн о его жизни ничего не известно);
- Джон Чемберс (ничего неизвестно о его жизни после 1880 года);
- Калеб Холл (умер от кровоизлияния в мозг в Криппл-Крик, штат Колорадо, 12 марта 1935 года);
- Эдвард Харт (убит Джоном Селменом в начале сентября 1878 года в округе Линкольн, Нью-Мексико);
- Джеймс Хёрли (умер от сердечного приступа в Карлсбаде, Нью-Мексико, 16 августа 1910 года);
- Джон Ирвинг (убит неизвестными возле Лас-Крусес, Нью-Мексико, в декабре 1878 года);
- Джордж А. Роуз (ничего неизвестно о его жизни после 1880 года);
- Джон Тортон (скончался от естественных причин в Розуэлле, штат Нью-Мексико, 16 августа 1919 года);
- Бен Уотерс (после Войны в округе Линкольн о его жизни ничего не известно);
- Доротео Саенс;
- Роско «Шуршащий Боб» Брайант (убит «Скаутами Селмена» недалеко от Севен-Риверс, Нью-Мексико, в сентябре 1878 года);
- Джим Макинтайр[англ.] (наиболее известен визионерской автобиографией, написанной им в 1902 году после клинической смерти);
- ... Принс (после Войны в округе Линкольн о его жизни ничего не известно);
- ... Сондерс (после Войны в округе Линкольн о его жизни ничего не известно).